# Ван Химст, Поль
Поль Гийом Ван Химст (нидерл. Paul Guillaume van Himst; род. 2 октября 1943, Синт-Питерс-Леув, Халле-Вилворде) — бельгийский футболист, выступавший на позициях нападающего и атакующего полузащитника.

## Карьера
Поль Ван Химст выигрывал чемпионат Бельгии в составе «Андерлехта» 8 раз. Он начал свою карьеру в сезоне 1959-60, дебютировав в составе «Андерлехта» 17 декабря 1959 года, а уже во втором своём матче забил гол. Всего за 16 сезонов он сыграл 457 матчей и забил 233 гола. Затем играл за «Моленбек» (ещё один клуб из Брюсселя), а в 1976/77 за «Эндрахт» Альст из второго дивизиона. Рекордсмен по количеству полученных наград «Золотая бутса» лучшему футболисту Бельгии (4).
19 октября 1960 года сыграл первый матч за национальную сборную в поедине против сборной Швеции в Стокгольме, проигранном со счётом 0:2. Ван Химст забил 30 мячей в 81 матче (с 1960 по 1974 год) за сборную, что было повторением национального рекорда, установленного в 1940 году Бернаром Ворхофом. В 2018 году это достижение перекрыл Ромелу Лукаку. В 40 матчах был капитаном.
К середине 1960-х годов вошёл в число ведущих футболистов Европы и привёл свою сборную как капитан к третьему месту на чемпионате Европы в 1972 году. В 1964 году играл в составе сборной Европы в матче против сборной Скандинавии. В 1974 году первым из футболистов получил национальный «Трофей за спортивные заслуги». В следующем году провёл прощальный матч за «Андерлехт», в котором клуб победил сборную мира со счётом 8:3. Обладал исключительным голевым чутьём, точным коварным ударом, хорошо играл головой.
Начав тренерскую карьеру в «Андерлехте» в сезоне 1982/83, Ван Химст сразу привёл команду к победе в Кубке УЕФА, а в следующем году вновь вывел её в финал турнира. В 1985 клуб стал чемпионом Бельгии, но уже в ходе следующего сезона Ван Химст был уволен из команды. В 1991—1996 годах тренировал национальную сборную, выведя её в финальную часть чемпионата мира в США.
В 1981 году снялся в фильме «Бегство к победе».
В 1995 году Ван Химст был отмечен Бельгийской федерацией футбола «Золотой бутсой столетия» как лучший игрок страны всех времен, а в ноябре 2003 года он, в рамках празднования юбилея УЕФА, был выбран лучшим футболистом Бельгии за последние 50 лет.

## Достижения
Как футболист:
- Бронзовый призёр чемпионата Европы: 1972
- Чемпион Бельгии: 1963/64, 1964/65, 1965/66, 1966/67, 1967/68, 1971/72, 1973/74, 1974/75
- Обладатель Кубка Бельгии: 1964/65, 1971/72, 1972/73
- Лучший футболист Бельгии: 1960, 1961, 1965, 1974
- Лучший бомбардир чемпионата Бельгии: 1963/64, 1965/66, 1967/68
- Лучший бомбардир Кубка чемпионов: 1966/67

Как тренер:
- Обладатель Кубка УЕФА: 1982/83
- Чемпион Бельгии: 1984/85

## Статистика выступлений
| Клуб             | Сезон            | Лига | Лига | Кубок Бельгии | Кубок Бельгии | Еврокубки | Еврокубки | Итого | Итого |
| Клуб             | Сезон            | Игры | Голы | Игры          | Голы          | Игры      | Голы      | Игры  | Голы  |
| ---------------- | ---------------- | ---- | ---- | ------------- | ------------- | --------- | --------- | ----- | ----- |
| Андерлехт        | 1959/60          | 15   | 7    | -             | -             | 0         | 0         | 15    | 7     |
| Андерлехт        | 1960/61          | 30   | 13   | -             | -             | 0         | 0         | 30    | 13    |
| Андерлехт        | 1961/62          | 30   | 10   | -             | -             | 0         | 0         | 30    | 10    |
| Андерлехт        | 1962/63          | 30   | 13   | -             | -             | 6         | 1         | 36    | 14    |
| Андерлехт        | 1963/64          | 30   | 26   | 3             | 2             | 0         | 0         | 33    | 28    |
| Андерлехт        | 1964/65          | 29   | 24   | 6             | 7             | 5         | 1         | 40    | 32    |
| Андерлехт        | 1965/66          | 29   | 26   | 4             | 5             | 5         | 4         | 38    | 35    |
| Андерлехт        | 1966/67          | 30   | 18   | 5             | 7             | 4         | 6         | 39    | 31    |
| Андерлехт        | 1967/68          | 28   | 20   | 2             | 4             | 4         | 5         | 34    | 29    |
| Андерлехт        | 1968/69          | 27   | 10   | 2             | 2             | 6         | 0         | 35    | 12    |
| Андерлехт        | 1969/70          | 29   | 15   | 4             | 3             | 10        | 10        | 43    | 28    |
| Андерлехт        | 1970/71          | 30   | 16   | 5             | 4             | 7         | 2         | 42    | 22    |
| Андерлехт        | 1971/72          | 30   | 15   | 6             | 2             | 2         | 1         | 38    | 18    |
| Андерлехт        | 1972/73          | 30   | 8    | 6             | 4             | 4         | 1         | 40    | 13    |
| Андерлехт        | 1973/74          | 28   | 7    | 4             | 0             | 1         | 0         | 33    | 7     |
| Андерлехт        | 1974/75          | 35   | 8    | 6             | 1             | 6         | 2         | 47    | 11    |
| Андерлехт        | Итого            | 460  | 236  | 53            | 41            | 60        | 33        | 573   | 310   |
| Моленбек         | 1975/76          | 21   | 1    | 2             | 0             | 2         | 0         | 25    | 1     |
| Моленбек         | Итого            | 21   | 1    | 2             | 0             | 2         | 0         | 25    | 1     |
| Всего за карьеру | Всего за карьеру | 481  | 237  | 55            | 41            | 62        | 33        | 598   | 311   |